# Big Pun
Christopher Lee Ríos (El Bronx, Nueva York; 10 de noviembre de 1971-White Plains, Nueva York; 7 de febrero de 2000), más conocido por su nombre artístico Big Pun (abreviación de Big Punisher), fue un rapero, actor y compositor estadounidense de ascendencia puertorriqueña. 
Emergente de la escena underground en El Bronx a mediados de los 90. Apareció en álbumes de Raekwon, The Beatnuts (1997 – la canción, “Off the Books”) y Fat Joe, firmando finalmente con Loud Records. Luchó durante toda su vida con problemas de peso hasta que el 7 de febrero de 2000, sufrió un ataque de corazón y murió pesando 317 kilos.
Los seguidores de Pun alaban sus complejas combinaciones de rimas, su excesivo juego de palabras, la habilidad con que mantenía el ritmo y su implacable flow, sin llegar a quedarse sin aliento a pesar de su enorme peso.

## Biografía
Nacido de padres puertorriqueños en una comunidad latina del Bronx, tenía al menos dos hermanas y un hermano.  El joven Christopher Rios practicaba baloncesto, boxeo y otros deportes. A los cinco años se rompió una pierna en el Municipal Park de Manhattan. Diez años después, recibió una gran indemnización de la ciudad y un Pun de quince años abandonó los estudios en el Stevenson High School, usando el dinero para irse de casa de su madre, casarse con su novia Liza y mudarse a vivir juntos. Rios empezó en el mundo del hip hop escribiendo raps a finales de la década de los 80’ hasta el punto de formar el grupo clandestino Full A Clips Crew con Triple Seis, Cuban Link y Prospect. Después de asociarse en 1995 con el también originario de Puerto Rico y el Bronx Fat Joe, en 1995, Pun hizo su debut comercial en Jealous Ones Envy (J.O.E.), tema del segundo álbum de Fat Joe.
Después hizo público "I'm Not a Player" (sample de O'Jays) que triunfó en el mundo underground. El remix, "Still Not a Player" (con Joe), supuso el mayor éxito comercial del rapero latino. Su debut, Capital Punishment (1998) fue el primer álbum de un rapero latino en ser disco de platino. Después de este éxito, se unió a “Terror Squad”, grupo de raperos latinos de Nueva York fundado por Fat Joe, quien constantemente se preocupó por el peso de Big Pun. Sus amigos querían que Pun bajara de peso, discutiendo constantemente, al punto de que él nunca comía cerca de ellos.
Pun luchó contra la depresión derivada de su infancia turbulenta y la paliaba comiendo en exceso, padeciendo problemas de sobrepeso durante toda su vida adulta, con su peso oscilando entre obesidad y obesidad mórbida a principios de los años 1990. Pun después intentó inscribirse en un programa para bajar de peso en Carolina del Norte, donde perdió 36 kg, pero a su regreso a Nueva York recuperó el peso perdido.
El 5 de febrero de 2000 se retiró de una presentación prevista en el Saturday Night Live con Fat Joe y Jennifer Lopez debido a sentirse indispuesto. El 7 de febrero de 2000 Pun sufrió un fallo respiratorio y un fatal ataque al corazón mientras se hospedaba con su familia en el Crowne Plaza Hotel en White Plains, Nueva York. Pun fue declarado muerto en el hospital después de que los enfermeros no pudieron reanimarlo. Big Pun había alcanzado su peso máximo en el momento de su muerte: 698 libras (317 kg). Le sobrevivieron su esposa Liza y sus tres hijos Amanda, Vanessa y Christopher Jr. Fue enterrado en el Woodlaw Cemetery del Bronx.
Su segundo álbum, Yeeeah Baby, fue puesto a la venta poco después de su muerte, en marzo de 2000. Un segundo álbum póstumo, tercero en su carrera, Endangered Species, fue publicado en 2001, una colección de grandes éxitos con nuevo material, colaboraciones y parte de sus mejores versos remezclados. En el 2006, Sony anunció la salida de un tercer álbum póstumo, con temas inéditos.

## Discografía

### Solitario
- Capital Punishment, 1998
- Yeeeah Baby, 2000
- Endangered Species, 2001

### Terror Squad
- Terror Squad: The Album (1999)
- True Story (2004) ("Bring 'Em Back" con Fat Joe & Big L)

### Sencillos
- 1997 God Father (con Yaviah)
- 1997 I'm Not a Player - #57 US, #19 Hip-Hop/R&B Charts
- 1998 Still Not a Player (con Joe) - #24 US, #3 Hip-Hop/R&B Charts
- 1998 Twinz (Deep Cover 98)
- 1998 You Came Up (con Noreaga) - #49 Hip-Hop/R&B Charts
- 2000 It's So Hard - #75 US, #11 Hip-Hop/R&B Charts
- 2000 100% - #64 Hip-Hop/R&B Charts
- 2001 How We Roll - #53 Hip-Hop/R&B Charts
- 2001 Paseando por Nueva York con Angel - #53 Hip-Hop/R&B Charts